# Halász Bence
Halász Bence (Kiskunhalas, 1997. augusztus 4. –) olimpiai ezüstérmes, világbajnoki bronzérmes, Európa-bajnoki ezüstérmes magyar kalapácsvető.

## Pályafutása
A 2013-as ifjúsági vb-n kalapáccsal hetedik, diszkosszal nyolcadik volt. A 2013. évi nyári európai ifjúsági olimpiai fesztiválon kalapácsvetésben és diszkoszvetésben is első lett. A 2014. évi nyári ifjúsági olimpiai játékokon kalapáccsal ezüstérmet szerzett. A 2014-es junior vb-n a selejtezőben 14. lett és kiesett. A 2015-ös junior Eb-n aranyérmes volt. A 2016-os junior vb-n kalapáccsal első lett, diszkosszal kiesett a selejtezőben. 2017-ben U23-as Európa-bajnokságot nyert. A világbajnokságon 11., az universiadén negyedik volt.
A 2018-as berlini Európa-bajnokságon bronzérmet szerzett 77,36 méteres eredményével. 2019 júniusában teljesítette az olimpiai kiküldetési szintet. Második volt az U23-as Eb-n. A dohai világbajnokságon 78,18 méteres eredménnyel bronzérmet szerzett. A döntőt követően a lengyelek óvást nyújtottak be a Nemzetközi Atlétikai Szövetséghez, mert véleményük szerint Halász kilépett az első dobásakor, amivel a bronzérmes eredményt elérte. Az IAAF helyt adott az óvásnak és a negyedik Wojciech Nowicki is bronzérmes lett, azonban Halásztól sem vették azt el. A Nemzetközi Atlétikai Szövetség 2019-es kalapácsvető-versenysorozatában a harmadik helyen végzett. 2021 elején egy kisebb műtétet végeztek el a térdén. A tokiói olimpián nem jutott döntőbe, miután 75,39-es eredményével 9. helyen végzett selejtezőcsoportjában.
A 2022-es világbajnokságon 80,15 méteres egyéni csúccsal ötödik lett. 2023 júliusában a szombathelyi Németh Pál-emléknap versenyén olimpiai A-szintet dobott (78,27). A Budapesten rendezett világbajnokságon bronzérmet szerzett (80,82). A 2024-es párizsi olimpián 79,97 méteres eredménnyel ezüstérmet szerzett.

## Rekordjai
- 84,43 m (2014. április 12., Szombathely) ifjúsági magyar csúcs (5 kg)
- 87,16 m (2014. május 31., Baku) ifjúsági magyar csúcs (5 kg)
- 81,76 m (2016. május 1., Szombathely) U20-as magyar csúcs (6 kg)
- 82,64 m (2016. június 25., Szombathely) U20-as magyar csúcs (6 kg)
- 68,55 m (2014. május 10., Zalaegerszeg) ifjúsági magyar csúcs
- 73,97 m (2016. június 29., Szombathely) U20-as magyar csúcs

## Eredményei
Magyar bajnokság
- Kalapácsvetés
  - aranyérmes: 2017, 2018, 2019, 2020, 2021, 2022, 2023, 2025
  - ezüstérmes: 2016
- Diszkoszvetés
  - bronzérmes: 2020

## Díjai, elismerései
- Az év magyar ifjúsági atlétája (2014)
- Az év magyar junior atlétája (2015, 2016)
- Az év magyar utánpótlás sportolója (2016)
- Az év magyar utánpótlás atlétája (2017)[22]
- Az év magyar atlétája (2018,[23] 2019,[24] 2020,[25] 2022,[26] 2023,[27] 2024[28])
- Lóránt Gyula-díj (2022)[29]
- A Magyar Érdemrend lovagkeresztje (2024)[30]